# 里馬夫斯卡索博塔區

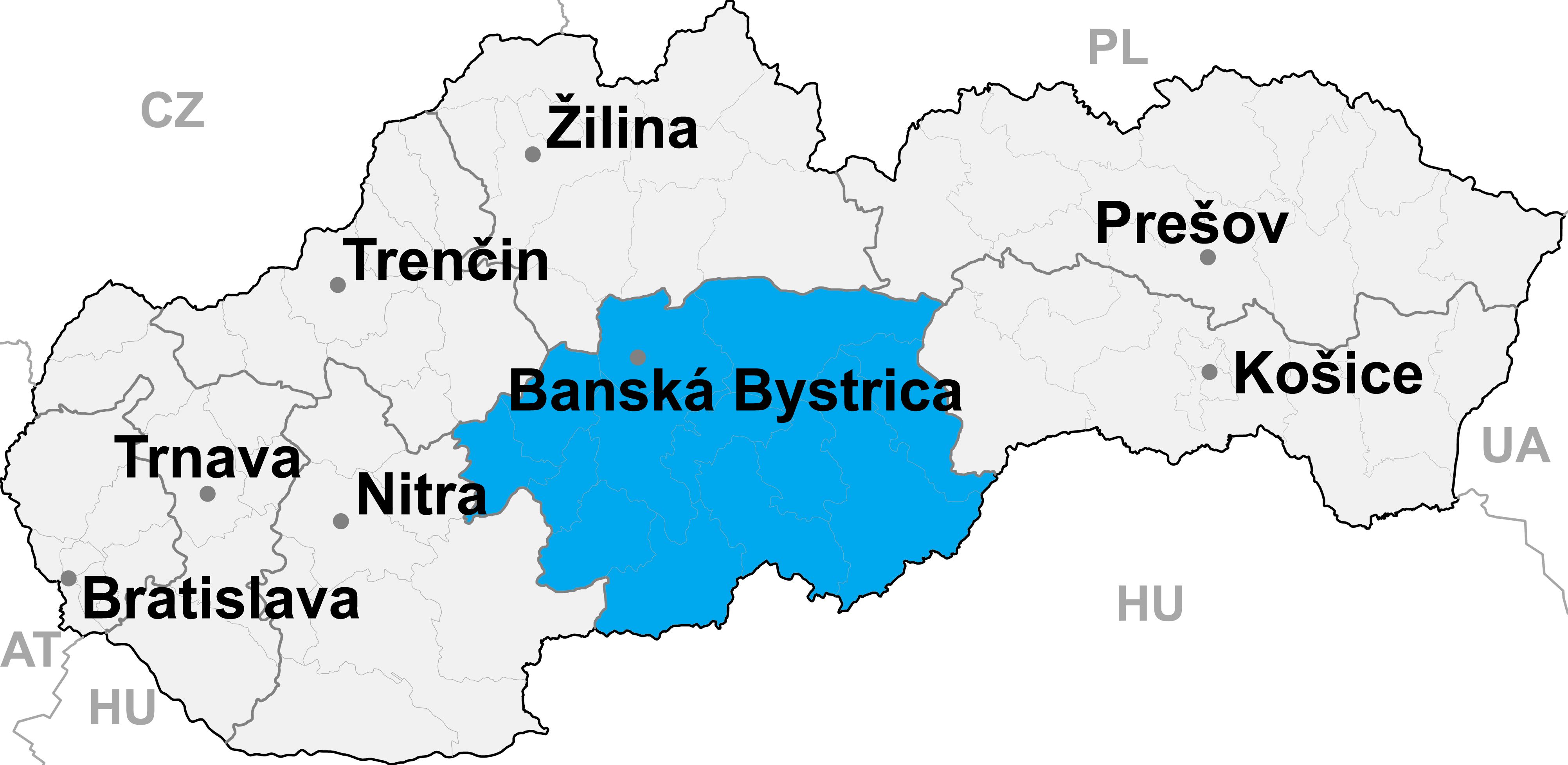

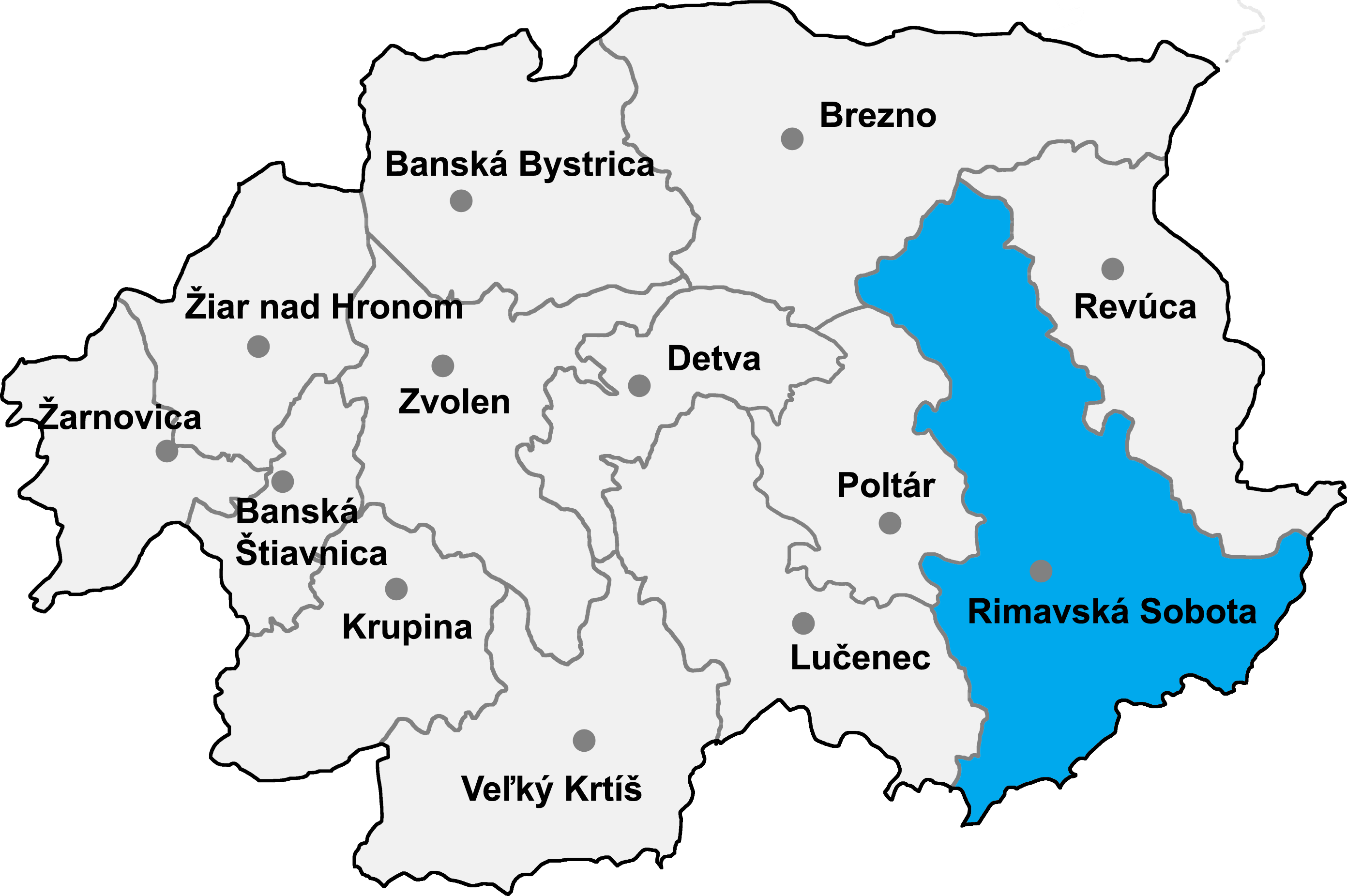

48°23′0″N 20°1′6″E / 48.38333°N 20.01833°E
里馬夫斯卡索博塔區，是斯洛伐克的一個區，位於該國中部，由班斯卡-比斯特里察州負責管轄，面積1,471平方公里，2001年該區人口82,970，人口密度每平方公里56人。